# Ciliophora (rod)
Ciliophora, rod endofitičnih gljiva u koljenu mješinarki (Ascomycota) kojem pripadaju dvije poznate vrste, C. cryptica Petr. 1929 i C. quercus Xiang Sun & L.D. Guo (2007).
Nova vrsta C. quercus otkrivena je u Kini u planinama Dongling na hrastu Quercus liaotungensis a ima manje konidije (rasplodne spore) od vrste C. cryptica.  Vrsta C. cryptica u suradnji s Phyllachora brenesii živi kao na lisni parazit na Eugeniji sp.